# Ucelle
Ucelle (llamada oficialmente Santa María de Ucelle) es una parroquia y un Caserío del municipio español de Coles, en la provincia de Orense, Galicia.

## Toponimia
La parroquia también es conocida por el nombre de Santa María de Ocelle.

## Organización territorial
La parroquia está formada por cuatro entidades de población:
- Cales
- Fontefiz
- Ucelle (Ocelle)(Ucella)
- Vilar da Barra

## Demografía

### Parroquia
| Gráfica de evolución demográfica de Ucelle (parroquia) entre 2000 y 2022 |
|                                                                          |
| Datos según el nomenclátor publicado por el INE.                         |

### Aldea
| Gráfica de evolución demográfica de Ucelle (aldea) entre 2000 y 2022 |
|                                                                      |
| Datos según el nomenclátor publicado por el INE.                     |